# Sphagnum isophyllum
Sphagnum isophyllum là một loài rêu trong họ Sphagnaceae. Loài này được (Russow) Russow mô tả khoa học đầu tiên năm 1894.